# Tolhuis (Millen)

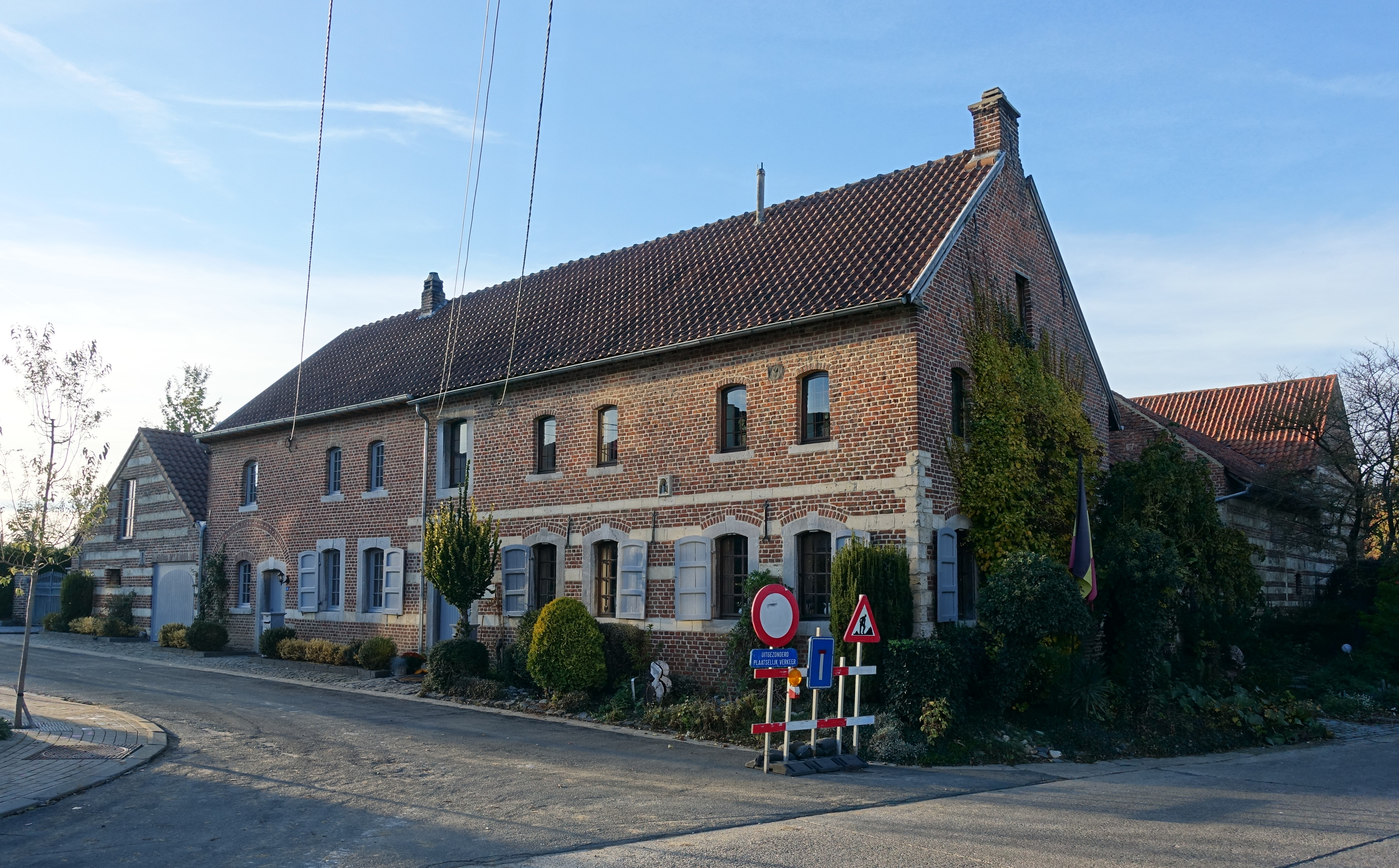
Tolhuis Millen

Het Tolhuis is een monumentaal gebouw te Millen, dat vroeger dienstdeed als tolhuis. Het bevindt zich aan Oude Steenstraat 41-43. De Oude Steenstraat volgt het traject van een voormalige heerbaan.
Het huidige tolhuis werd gebouwd in 1781-1783 door tolontvanger A. Contant. In de 2e helft van de 19e eeuw werd het nog met een verdieping verhoogd. Het maakt deel uit van een gesloten hoevecomplex dat rond een vierkant erf werd gebouwd. De kern ervan dateert uit de 17e eeuw.
Het betreft een bakstenen gebouw voorzien van mergelstenen banden. De dwarsschuur aan de noordzijde is in vakwerkbouw uitgevoerd met deels lemen, deels bakstenen vulling. In de 2e helft van de 19e eeuw (onder meer 1893) werd de ordonnantie van een aantal gevels gewijzigd.